# Teleki Blanka Közgazdasági Szakközépiskola
A Teleki Blanka Közgazdasági Szakközépiskola (teljesebb nevén Teleki Blanka Közgazdasági Szakközépiskola és Gimnázium) egy középfokú oktatási intézmény, ahol a kereskedelmi és üzleti élet számára képeznek ki tanulókat. Budapest, IX. kerületében található meg, Ferencvárosban.
Az iskola elődjét Női Felső Kereskedelmi Iskola néven alapították 1911-ben, pár évvel később vette csak fel Teleki Blanka nevét. az iskola első igazgatója dr. Bakács István volt. Az első tanévben a 114 beiratkozott tanulóból 16-an érettségi vizsgát tettek. A tanulói létszám gyorsan növekedett: 1912-1913-ban 229, 1913-1914-ben pedig már 352 fő volt. 1913-ban költözött az iskola a mai ferencvárosi épületbe. Az épület az 1870-es években épült, elemi iskolának. Eredetileg négyszögletes gyűrű formája volt az épületnek, de a Mester utca szélesítésekor az utcai részt levágták, így alakult ki a mai U-forma.

## Az iskola nevei
- 1955-től: Teleki Blanka Technikum és Szakközépiskola
- 1967-től: Teleki Blanka Közgazdasági Szakközépiskola
- 1995-től: Teleki Blanka Közgazdasági Szakközépiskola és Gimnázium
- 2015-től: BGSZC Teleki Blanka Közgazdasági Szakközépiskolája
- 2016-tól: BGSZC Teleki Blanka Közgazdasági Szakgimnáziuma
- 2020-tól: BGSZC Teleki Blanka Közgazdasági Technikum

## Igazgatók
- 1946-1950 - Takaró Gyuláné Dr. Gáll Beatrix
- 1950-1969 - Balassa Amália
- 1969-1980 - Dr. Tátrai Ferenc
- 1980-1981 - Peregi Hedvig
- 1981-1984 - Kovács László
- 1984-1986 - Peregi Hedvig
- 1986-1991 - Rádulyné Varga Anikó
- 1991-2012 - Dr. Kirinóné Rajna Zsuzsanna
- 2012-         - Dr. Illés Valér Balázs

## Híres diákok
- Sipos F. Tamás - zenész
- Kail Irma - költő, író

## Az iskola címe

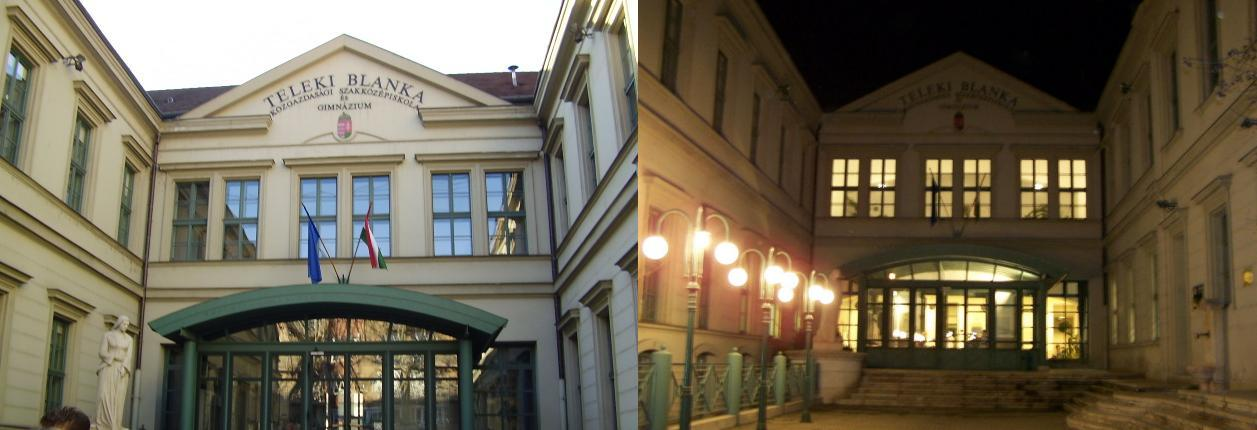
Az iskola nappal és este

1095 Budapest, Mester u. 23.